# Luxottica
Luxottica Group S.p.A. es una compañía fabricante de gafas
, fundada en 1961 por Leonardo Del Vecchio en Agordo. Luxottica es la compañía de monturas más grande del mundo, controlando más del 80% de las marcas. La empresa es dueña de Lenscrafters, Pearle Vision, Sears Optical, Target Optical, Eyemed Cision Care Plan y Glasses.com. Las marcas mejor conocidas son Ray-Ban, Persol y Oakley. Luxottica fabrica, además, lentes solares y oftálmicos de marcas como Chanel, Prada, Giorgio Armani, Burberry, Versace, Dolce & Gabbana, Miu Miu, Donna Karan, Stella McCartney, Vogue, Michael Kors y Tory Burch. así como la distribuidora y tiendas Sunglass Hut.  Su mayor competidor es Safilo Group S.p.A.[cita requerida]

## Historia
Leonardo Del Vecchio fundó la compañía en 1961 en Agordo al norte de Belluno, Italia; actualmente la empresa es dirigida en Milán.
Del Vecchio comenzó su carrera como aprendiz de un fabricante de herramientas y matrices en Milán, pero decidió utilizar su habilidad con los metales para la fabricación de piezas de gafas. Así en 1961, se trasladó a Agordo en la provincia de Belluno, hogar principal de la industria de gafas en Italia. La empresa comenzó como una sociedad limitada nombrando a Del Vecchio como uno de los socios fundadores. En 1967 comenzó la venta de armazones bajo la marca Luxottica, que resultó suficientemente exitosa como para que en 1971 fuera capaz de firmar contratos de manufactura.
Convencidos de la necesidad de la integración vertical, en 1974, adquirió Scarrone, una empresa de distribución. En 1981, la compañía estableció su primera filial internacional en Alemania, que sería el comienzo de una rápida expansión internacional. El primero, de muchas licencias de diseñador, fue Armani en 1988.
La compañía cotiza en Nueva York desde 1990, y en Milán desde diciembre de 2000, uniéndose al índice MIB-30 (ahora S&P/MIB) en septiembre de 2003. El anuncio recaudó dinero para la empresa y le permitió utilizar sus acciones para adquirir otras marcas, comenzando con la marca italiana Vogue Eyewear en 1990, Persol y US Shoe Corporation (LensCrafters) en 1995, Ray-Ban en 1999 y Sunglass Hut, Inc. en 2001. Luxottica aumentó más tarde su presencia en el sector minorista mediante la adquisición de OPSM (en Sídney) en 2003, Pearle Vision y Cole Nacional en 2004.
La compañía adquirió Oakley por $2.100 millones de dólares americanos en noviembre de 2007, y en agosto de 2011 Erroca por 20 millones de euros.
En marzo de 2014, se anunció una asociación de Luxottica con Google para el desarrollo de Google Glass y su integración en las gafas de la empresa
El 1° de septiembre de 2014, una nueva estructura organizativa se anunció, compuesta por dos codirectores generales, uno centrado en el desarrollo del mercado y el otro en funciones corporativas. Después de la salida del ex CEO Andrea Guerra, Enrico Cavatorta fue nombrado director general de Función Corporativa y director general Interino de mercado., no obstante renunció al cabo de 40 días de su nombramiento. Tras este cambio, Leonardo Del Vecchio ha tomado de nuevo las funciones de CEO del grupo.

### Marcas

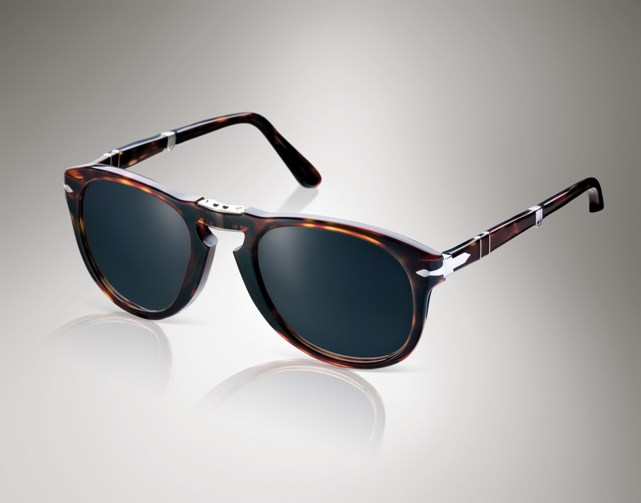
Lentes solares Persol

Luxottica ofrece principalmente dos tipos de productos: gafas de sol y graduadas. La compañía opera en dos sectores: fabricación y distribución.
Las marcas de la casa incluyen:
Alain Mikli
- Arnette
- Eye Safety Systems (ESS)
- K&L (formerly Killer Loop)
- Oakley
- Oliver Peoples
- Persol
- Ray-Ban
- Sferoflex
- Vogue Eyewear

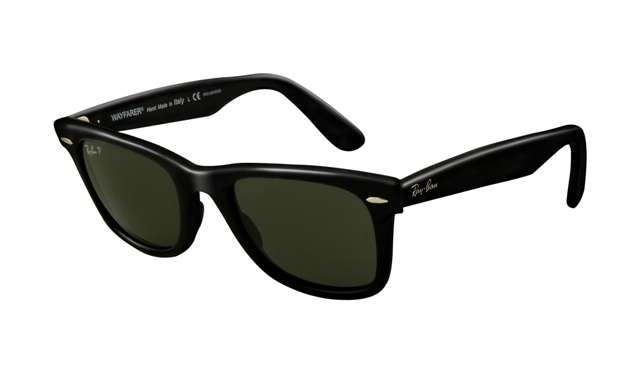
Lentes solares Ray-Ban

La compañía hace, además, armazones bajo licencias de diseñador como:
- Armani[24]
- Brooks Brothers
- Bulgari
- Burberry
- Chanel
- Coach
- Dolce & Gabbana
- DKNY
- Donna Karan eyewear
- Michael Kors
- Miu Miu
- Polo Ralph Lauren
- Paul Smith
- Prada
- Ralph Lauren Corporation
- Ralph Lauren
- Stella McCartney
- Tiffany & Co.
- Tory Burch
- Versace[25]

El trato más reciente fue con la marca Tory Burch. Las marcas se venden en tiendas propias de la empresa, así como a distribuidores independientes, grandes almacenes, tiendas libres de impuestos y ópticas.

### Venta al por menor
La venta al por menor de Luxottica tiene más de 7,000 localizaciones en Estados Unidos, América del Sur, Canadá, China, Australia, Nueva Zelanda, Sudáfrica y los Emiratos Árabes Unidos. La sede para esta división está en Mason, Ohio. Algunos de sus distribuidores, vendedores y cadenas de tiendas son:
- Sunglass Hut International
- Oftalmología Vertical
- LensCrafters
- Pearle Vision
- Sears Optical
- Target Optical
- OPSM
- ILORI
- Bright Eyes Sunglasses|Bright Eyes
- Optical Shop of Aspen
- Laubman & Pank
- GMO
- Place Vendome
- Rotter y Kraus
- Econopticas
- Paris De Gaulle

- Optica Vision

## Atención médica
Luxottica posee, también, EyeMed Vision Care, una organización de cuidado de visión en los Estados Unidos. Desde 2014, es la segunda compañía en cuanto a beneficios de la vista en los Estados Unidos.

## Críticas
Luxottica es acusada de prácticas monopolísticas y por tanto de subidas de precio artificiales. Un ejemplo son las Ray Ban aviador clásicas que con su diseño original costaban, en Estados Unidos, alrededor de treinta dólares, mientras que hoy en día pueden llegar a costar hasta 150 dólares.

## Finanzas
| Año  | Ventas totales (K€) | Ingreso operativo (K€) | Ingreso neto (K€) |
| ---- | ------------------- | ---------------------- | ----------------- |
| 2013 | 7,313,000           | 1,056,000              | 545,000           |
| 2012 | 7,086,142           | 982,049                | 541,700           |
| 2011 | 6,222,483           | 807,140                | 452,343           |
| 2010 | 5,798,035           | 712,158                | 402,187           |
| 2009 | 5,094,318           | 571,085                | 299,122           |
| 2008 | 5,201,611           | 731,639                | 390,167           |
| 2007 | 4,966,054           | 833,264                | 489,850           |

datos de Luxottica website
Problemas de transferencia de precios
En diciembre de 2013, Luxottica pagó €33 millones a la Agencia Italiana de Ingresos para resolver los problemas de transferencia de precios que surgieron en 2007.

## Principales accionistas
La lista de accionistas de Luxottica con más de 2% de las explotaciones, representadas por voto al 23 de diciembre de 2014:
- Delfin S.A.R.L. (Leonardo Del Vecchio) 61,35%
- Deutsche Bank Trust Company Americas (como depositario ADR) 7,466%
- Giorgio Armani 4,955%

En septiembre de 2012, Delfín S.A.R.L. redujo su cuota en Luxottica del 66% al 62,1%, pero posteriormente aumentó su participación al 66% de nuevo.